# Znana yaksha
Znana yaksha är en insektsart som beskrevs av Irena Dworakowska 1994. Znana yaksha ingår i släktet Znana och familjen dvärgstritar.
Artens utbredningsområde är Brunei. Inga underarter finns listade i Catalogue of Life.